# Por Mais Beijos ao Vivo
Por Mais Beijos ao Vivo é um álbum ao vivo da dupla sertaneja brasileira Zé Neto & Cristiano, lançado pela gravadora Som Livre em março de 2020.
Gravado em show ocorrido na cidade de Belo Horizonte em 31 outubro de 2019, na Expominas, o projeto foi composto por canções inéditas, regravações do EP Acústico de Novo (2019) e singles outrora avulsos como "Ferida Curada".
Foi indicado ao Grammy Latino de 2020 de Melhor Álbum de Música Sertaneja.

## Faixas
1. "Barzinho Aleatório"
2. "Um Bêbado Incomoda (Incomoda Muita Gente)"
3. "Não É Insônia"
4. "Pra Juntar"
5. "Mais uma Dose de Você"
6. "Condomínio Fechado"
7. "Preço Justo"
8. "Por Mais Beijos ao Vivo"
9. "Três Opções"
10. "Interesses Diferentes"
11. "Me Lasquei Bonito"
12. "Tempestade em Copo de Cerveja"
13. "Textão"
14. "Bebi Minha Bicicleta (Coração Falido)"
15. "Aí Emociona"
16. "Segue Sua Vida"
17. "Janelinha"
18. "Banda Cover"
19. "Bom Bêbado"
20. "Beijo de Autoajuda"
21. "Estado Decadente"
22. "Long Neck"
23. "Enchendo e Derramando"
24. "Ferida Curada"
25. "Piolho de Buteco"